# Wassily Kachenko
Wassily Kachenko, född 2 september 1891 i Stavropol, Ryssland, död 27 oktober 1954 i Stockholm, var en rysk-svensk målare och teaterdekoratör.
Kachenko var från 1942 gift med Elsa Hill-Lindquist. Han studerade konst för Nicolai Klodt och Paul von Joukowsky i Moskva samt i München där han vistades under flera år. Han flyttade till Sverige 1942 och var först verksam i Göteborg innan han 1950 flyttade till Stockholm. Tillsammans med sin fru ställde han ut på Olsens konstsalong i Göteborg och i Borås. Hans konst består av stilleben, landskap och porträtt i olja.